# Schrundholz
Schrundholz (westallgäuerisch: Schrundlings, aufm Schuts) ist ein Gemeindeteil der Gemeinde Opfenbach im bayerisch-schwäbischen Landkreis Lindau (Bodensee).

## Geographie
Der Weiler liegt circa zwei Kilometer südlich des Hauptorts Opfenbach und er zählt zur Region Westallgäu. Südlich von Schrundholz verläuft die Gemeindegrenze zu Sigmarszell.

## Ortsname
Der Ortsname stammt vom Personennamen Scrutolf und bedeutet (Ansiedlung) des Scrutolf.

## Geschichte
Auf einer Burg oberhalb von Schrundholz saßen die Herren von Schrundholz, die bereits 1269 erwähnt wurden. Vermutlich der Burgstall Heimen. Schrundholz wurde erstmals urkundlich im Jahr 1320 als in Schrütolf erwähnt. 1770 fand die Vereinödung des Ortes mit fünf Teilnehmern statt.